# Shay Mitchell
Shay Mitchell (születési nevén Shannon Ashley Mitchell; 1987. április 10.) kanadai színésznő. Leghíresebb szerepe Emily Fields a Hazug csajok társaságában.

## Gyermekkora
Shay Mississaugában, Kanadában született. Édesanyja Precious Garcia, filippínó származású, apja Mark Mitchell, félig ír, félig skót. Shayben azonban egy kis spanyol vér is van mindkét ágról. Szülei pénzügyekkel foglalkoznak. Anyja (aki Pampangán született) 19 évesen hagyta ott a Fülöp-szigeteket. Egy öccse van, Sean. Másod-unokatestvére Lea Salonga énekes- és színésznőnek. Már kisgyermek kora óta érdekelte a művészet, így kijelentette szüleinek, hogy karrierbe szeretne kezdeni. 5 évesen kezdett el táncórákra járni. 10 évesen Shay és a családja West Vancouver-be költözött. Egy év sem telt el a költözés óta, de Shay jelentkezett egy nemzetközi modellügynökség castingjára, ami tizenéves lányoknak volt meghirdetve. A Rockridge Secondary Schoolba járt, majd később a West Vancouver Secondary Schoolnál tanult és érettségizett le.

## Karrier
Kamaszkorában Mitchell más-más cégeknek modellkedett különböző városokban, mint például Bangkok, Hongkong és Barcelona. Később azonban Torontóba tért vissza, hogy színészkedhessen. Miután leszerződött élete első színházi ügynökségéhez, szerepet kapott a kanadai tini-dráma sorozatban, a Degrassi gimiben és több nemzetközi reklámban. Szerepelt a Kékpróba című sorozatban is, majd feltűnt Sean Paul egyik videóklipjében, a Hold My Handben is. Ezen kívül modell volt az American Eagle Outfitters ruhacégnél. 2010-ben a Disney sorozatában, az Aaron Stone-ban szerepelt 4 epizód erejéig Irina Webberként.
2009 decemberében Shay elhatározta, hogy jelentkezik az ABC Family új sorozatába, a Pretty Little Liarsba, amely Sara Shepard regénye alapján íródott. Spancer Hastings szerepére jelentkezett, azonban Emily Fields szerepét kapta meg.
2011 januárjában szerződést kötött a Procter & Gamble céggel, hogy a Pantene Nature Fusion sampon szóvivője legyen.

## Szerepei

### Film
| Év   | Magyar cím             | Eredeti cím                              | Szerep     | Magyar hang  |
| ---- | ---------------------- | ---------------------------------------- | ---------- | ------------ |
| 2016 |                        | Dreamland                                | Nicole     |              |
| 2016 | Anyák napja            | Mother's Day                             | Tina       | Kelemen Kata |
| 2018 | Hannah Grace holtteste | The Possession of Hannah Grace (Cadáver) | Megan Reed | Nagy Katica  |
| 2022 | Valami a Tiffanytól    | Something from Tiffany's                 | Vanessa    |              |

Rövid- és dokumentumfilmek
- 2010: Verona – modell (rövidfilm)
- 2012: Just Yell Fire: Campus Life – önmaga (rövid dokumentumfilm)
- 2013: Immediately Afterlife – Marissa (rövidfilm)
- 2016: A Trip to Unicorn Island – önmaga (dokumentumfilm)

### Televízió
| Év        | Magyar cím              | Eredeti cím                   | Szerep               | Megjegyzések                                                     |
| --------- | ----------------------- | ----------------------------- | -------------------- | ---------------------------------------------------------------- |
| 2009      | A Degrassi gimi         | Degrassi: The Next Generation | modell               | 1 epizód                                                         |
| 2010–2017 | Hazug csajok társasága  | Pretty Little Liars           | Emily Fields         | - főszereplő - magyar hangja:[forrás?] - Vadász Bea              |
| 2010      | Aaron Stone             | Aaron Stone                   | Irina Webber         | 4 epizód                                                         |
| 2010      | Kékpróba                | Rookie Blue                   | kislány              | 1 epizód                                                         |
| 2012      | Punk’d – SztÁruló       | Punk’d                        | önmaga               | 1 epizód                                                         |
| 2012      | Glee – Sztárok leszünk! | Glee                          | lány sárga dzsekiben | 1 epizód                                                         |
| 2015      | A kifutó                | Project Runway                | önmaga               | 1 epizód                                                         |
| 2016      |                         | Live with Kelly and Ryan      | önmaga               | 1 epizód                                                         |
| 2017      |                         | Shay Mitchell: Chapters       | önmaga               |                                                                  |
| 2018      | Te                      | You                           | Peach Salinger       | - főszereplő (1. évad, 6 epizód) - magyar hangja: - Molnár Ilona |
| 2019–2022 |                         | Dollface                      | Stella Cole          | főszereplő                                                       |

### Videóklipek
| Év   | Előadó                        | Cím                |
| ---- | ----------------------------- | ------------------ |
| 2009 | Sean Paul                     | "Hold My Hand"     |
| 2016 | Nick Jonas                    | "Under You"        |
| 2017 | Logan Paul feat. Why Don't We | "Help Me Help You" |